# Rebecca Schull
Rebecca Schull, nata Wattenberg (New York, 22 febbraio 1929), è un'attrice statunitense.

## Biografia
Nata a New York, Schull ha studiato recitazione negli Stati Uniti e a Dublino, in Irlanda. Nota soprattutto per aver interpretato Fay Cochran nella sitcom della NBC Wings (1990–1997), dal 1951 è stata sposata con Gene Schull, con il quale ha avuto tre figli, fino alla sua morte nel 2008.

## Filmografia

### Cinema
- Executor (The Soldier), regia di James Glickenhaus (1982)
- Crimini e misfatti (Crimes and Misdemeanors), regia di Woody Allen (1989)
- My Life - Questa mia vita (My Life), regia di Bruce Joel Rubin (1993)
- Operazione Gatto (That Darn Cat), regia di Bob Spiers (1997)
- La strana coppia II (The Odd Couple II), regia di Howard Deutch (1998)
- Terapia e pallottole (Analyze This), regia di Harold Ramis (1999)
- Un boss sotto stress (Analyze That), regia di Harold Ramis (2002)
- Flannel Pajamas, regia di Jeff Lipsky (2006)
- United 93, regia di Paul Greengrass (2006)
- Little Children, regia di Todd Field (2006)
- Twelve Thirty, regia di Jeff Lipsky (2010)
- Molly's Theory of Relativity, regia di Jeff Lipsky (2013)
- The Last, regia di Jeff Lipsky (2019)
- Il giorno perfetto (Meet Cute), regia di Alexandre Lehmann (2022)

### Televisione
- A Private Battle - film TV (1980)
- I Ryan (Ryan's Hope) – serie TV (1980)
- Una vita da vivere (One Life to Live) – serie TV (1982–1983)
- Stone Pillow, regia di George Schaefer - film TV (1985)
- Trapped in Silence, regia di Michael Tuchner - film TV (1986)
- Hooperman – serie TV (1988)
- A cuore aperto (St. Elsewhere) – serie TV (1988)
- Eisenhower and Lutz - serie TV (1988)
- Bravo Dick (Newhart) – serie TV (1988)
- Pappa e ciccia (Roseanne) – serie TV (1989)
- Wings – serie TV (1990–1997)
- Guilty Until Proven Innocent - film TV (1991)
- Mortal Fear - film TV (1994)
- Holiday in Your Heart, regia di Michael Switzer - film TV (1997)
- Frasier – serie TV (2000)
- Law & Order – I due volti della giustizia (Law & Order) – serie TV (2000)
- Law & Order: Criminal Intent – serie TV (2004)
- Damages – serie TV (2010)
- Suits – serie TV (2011–2015)
- Chasing Life – serie TV (2014–2015)
- Crisi in sei scene (Crisis in Six Scenes) – miniserie TV (2016)

## Doppiatrici italiane
Nelle versioni in italiano dei suoi lavori, Rebecca Schull è stata doppiata da:
- Graziella Polesinanti in Damages, Suits, Chasing Life
- Gabriella Genta in My life - Questa mia vita
- Miranda Bonansea in Operazione gatto
- Manuela Massarenti in Law & Order: Criminal Intent
- Cristina Dian in United 93